# 黒 -ニグレード-
『黒 -ニグレード-』（くろ ニグレード）は、高口里純による日本の漫画。『銀』より後に描かれた『銀』の過去譚でもある。文庫化の際には二作品同時に『銀／黒』として収録された。
前半と後半とで登場人物と舞台と時代が違う。前半はシリアス、後半は和らいだ雰囲気となっている。

## あらすじ
- （前半）

アプリルの魂は神の一部で出来ており、神の手の中の最後の“銀”だった。イギリスの聖ガブリエル神学校の東門の向こうには旧礼拝堂があり、下界と天界との境界でサーハン・レザックが結界でルシファーを封じ込めていた。アプリルが聖ガブリエル神学校に編入するころ、最上級生トリスタンは重い病で余命一年と宣告され、絶望し旧礼拝堂で悪魔崇拝の儀式を行っていた。ルシファーは「アプリルの魂を汚すことが出来たら望みを叶えよう」と答えた。トリスタンはアプリルに銀製のナイフで自分を刺させることに成功し、アプリルの魂は永遠に汚れてしまった。黒髪だったアプリルの髪がトリスタンと同じ銀髪になった。アプリルの親友アーロンはアプリルを救おうとするが、アプリルは髪だけではなく心も変容してゆくのだった。
- （後半）

“銀”を持って生まれたアプリルの魂に“黒”が混じり、魂は二つに分かれた。一人目の息子のベアトリス・リーは“銀”を持って生まれ、もう一人の息子アプリル・レスターは“黒”を持って生まれた。1975年、ロンドンでは失血によって人が殺される事件が相次ぎ、犯人は“吸血鬼”と呼ばれていた。

### 年表
- （前半）

1924年
4月にベルリンでアプリルが生まれる。聖ガブリエル神学校の東門に捨てられる。
1935年
サーハン・レザックが撹乱罪で逮捕されたが逃亡する。「1939年に大きな戦争が起きる」と予言した。
1938年
イギリスの聖ガブリエル神学校へ14才のアプリルが編入してくる。アーロンと親友になる。アプリルはトリスタンに襲われそうになり、誤って銀製のナイフで殺す。アプリルの魂は永遠に汚される。アプリルの黒い髪がトリスタンと同じ銀色になる。アプリルの性格が“黒”の方へ変わってゆき、ルシファーのものとなる。サーハン・レザックがアーロンに聖なる力を分け与える。
1940年
アプリルを追ってロンドンにいたアーロンがバトル・オブ・ブリテンで死ぬ。英国科学技術センターが爆破され、ヘンリー・ディーゼル博士はアプリルの訪問を受ける。
1941年
アプリルはドイツへ行きベルリンで、ナチスのウィルヘルム・フォン・シュワイラーの私邸に匿われる。ダイアナ・グレザーがアーロンとの赤ん坊・キリエをアーロンの両親の元へ連れてくる。
1950年
イギリス、ワージングで9歳のキリエはウィルヘルムと接触する。アプリルは次第にトリスタンの顔に似てゆく。
1958年
17歳のキリエは、アプリルとウィルヘルムとともに生きていくことを選ぶ。
1958年
アプリルはトリスタンの妹・トリアと出会い不倫関係になる。アプリルは自分の子供を妊娠したとトリアから伝えられ気を失い、息をひきとる。
- （後半）

1974年
アル・ターナ、キット・ターナ生まれる（『銀』の登場人物。しかし誕生年に4年以上の誤差がある。）。アプリル・レスターが毎晩、白い羽根に埋もれる夢を見た。
1975年
ロンドンでは“吸血鬼”騒動が起こっていた。この事件はスコットランドヤードの刑事ベアトリスとマデロに一任された。

## 登場人物
サーハン・レザック
“神の意志を伝えるもの”と名乗る。アプリルと同じ極上の魂を持っている。聖ガブリエル神学校の東門の向う側の礼拝堂跡にある下界と天界の境界に結界を張り、番人（センチネル）となっていた。ルシファーや魔物がこの世に出ないように見張っている。
「1939年に大きな戦争が起きる」と予言した。英国科学技術センターの爆破容疑で憲兵隊に拘束され、第二次世界大戦で起きる様々な予言をする。（『銀』『黒 -ニグレード-』を通じて登場する重要人物）　
ルシファー
過去、神に戦いを挑んだが敗れ悪魔となった元・天使。地に堕ちる前はアプリルと同じ天上で一番美しい銀色の髪を持っていた。アプリルがトリスタンを殺し魂が汚れたことによって、アプリルの魂を手に入れた。アプリルに自分を軽んじるようにしたり、キリエの存在に気付かないようにした。アプリルの魂を汚すことで大きなエネルギーを持ち、神との再戦の機会を得た。（『銀』で語られる。）

### 1938年（イギリス）〜
アプリル
1924年ベルリン生まれ。4月に生まれたのでアプリルと名付けられる。通称“4月生まれのアプリル”。父親はユダヤ人。母親はポーランド人。神はアプリルが生まれる準備をずっと前からしており、魂は神の一部で出来ていた。神の手の中の最後の銀として生を受ける。
赤ん坊の時、聖ガブリエル神学校の東門に捨てられていた。1938年、聖ガブリエル神学校に編入した。ブロンツィーノの絵画『時と愛の寓話』の天使のように美しい少年。アーロンと親友となる。
トリスタンに惹かれ、誘いに乗って東門の向う側にある礼拝堂跡へ向かったが、襲われそうになり、思わず銀製のナイフでトリスタンの心臓を刺して殺した。人を殺したことでアプリルの魂は永遠に汚され、諸悪の根源となる。トリスタンを殺してしまってから、髪の色が黒色からトリスタンと同じ銀色に変わった。不老ではないが不死となる。
アーロンの息子・キリエがを見つけ、救いを求めて長い間キリエの頭の中に名前を呼び続けた。
アーロン・マクダウェル
アプリルの親友。アプリルにお守りとして銀製のナイフを渡した。サーハン・レザックから聖なる力をわけられ、アプリルを守る番人になろうとする。アプリルに「君の魂を救う」と約束する。バトル・オブ・ブリテンで死亡。享年16才。アプリルを追ってロンドンにいた。
トリスタン・ベントレイ
聖ガブリエル神学校の最上級生。カリスマ性があり崇拝者がいる。銀髪。病気で後一年の命だと診断され、絶望し旧礼拝堂で悪魔崇拝の儀式を行いルシファーに接触した。ルシファーに、アプリルの魂を汚させられれば永久に生き続けられると約束され、アプリルを襲おうとして銀製のナイフで心臓を刺されて死んだ。アプリルの魂を汚すことに成功した。
キリエ・マクダウェル
アーロンとダイアナとの子供。アーロンのアプリルを救いたいという気持ちとサーハン・レザックの聖なる力を受けつでいる。幼少の時から誰かが自分の名前を呼ぶ声を聞いていた。アプリルが救われたいと願うとき、キリエには自分を呼ぶ声として聞こえていたのだった。9才の頃からアプリルとウィルヘルムの姿を何度も見るようになる。
ダイアナ・グレザー
アーロンの恋人。キリエの母親。
ヒュー・マクダウェル
アーロンの叔父。元神父の刑事。国土防衛軍に参加。アーロンの日記帳を受け継ぎ、アプリルが殺人を犯していたことを知る。アーロンの息子・キリエに懐かれ、アプリルがかなり以前からキリエの前に姿を現していたと知る。アプリルがキリエを連れて行こうとするのを阻止したが、キリエ本人がアプリルについて行った。
ウィルヘルム・フォン・シュワイラー
親衛隊上級将校。右目にアイパッチをしている。1941年、ベルリンの私邸に来たアプリルを受け入れる。アプリルのせいで年をとることも死ぬことも出来なくなった。第二次世界大戦が終結し、ナチスとして追われる身となり死にたがるが、アプリルは許さなかった。
ガイ・クリスティ
アプリルの同級生。アプリルをからかう。アプリルやアーロンと過ごした聖ガブリエル神学校時代から二十年くらい経ち、神父として18才くらいのキリエと面会する。
アンディ・クレマー
トリスタンの崇拝者の一人。他二人の崇拝者と共にアプリルを殺そうとしたが堀に落ちて死ぬ。アプリルによる殺人である。　
ヘンリー・ディーゼル
英国科学技術センターの天才科学者。サーハン・レザックを捕まえるよう要請する。アプリルの訪問を受ける。（『銀』の登場人物）
トリア・ベントレイ・レスター
トリスタン・ベントレイの年の離れた妹。アルバート・レスターと結婚しているがトリスタンに似てきた“4月生まれのアプリル”と不倫し彼との間に子供を身籠もる。子供のことをアプリルに拒絶されたため、アルバート・レスターとの子供だとする。難産で亡くなる。子供に“アプリル”と名付けた。

### 1975年（ロンドン）〜
アプリル・レスター
“4月生まれのアプリル”とトリア・ベントレイ・レスターとの子供。15才くらい。アートスクールに通っている。アルバート・レスターを父親と思い二人暮らしをしているが、アルバート・レスターの冷たい態度に傷ついている。ベアトリスよりも強い超能力を持っている。イアン（黒）とベアトリス（銀）の双方に魅かれる。イアンの闇に誘惑され完全な“黒”になりそうだったが、ベアトリスの存在を思い出しイアンを拒絶し殺す。
アルバート・レスター
アプリル・レスターの仮の父親。アプリル・レスターが自分の子供ではないと知っており、冷たい態度で接する。船乗りで航海に出ると数ヶ月帰ってこない。
イアン・モルダー
レスターの船乗り仲間としてアプリル・レスターに近づく。正体は連続女性殺人鬼・通称“吸血鬼”。ルシファーの仮の姿。
ベアトリス・リー
スコットランドヤードの刑事。30才くらい。両性具有だが戸籍上は男性。英国科学技術センターお墨付きの超能力があり、特殊犯罪専門で多くの事件を解決してきた。残留思念を見たり、他人の心の中を見たり、テレパシーで会話したり出来る。中性的な容姿の美形。穏やかで優しい性格をしている。
“吸血鬼”事件を捜査中にアプリル・レスターに会い、傷ついた心を救いたいと思う。数度会ううちにアプリル・レスターが自分の存在理由だと知る。捜査中、イアンの餌食になり惨殺される。暴行を受けながらもアプリル・レスターに光の方向を指し示した。
本人は知らないが、父親は“4月生まれのアプリル”でアプリル・レスターの異母兄弟だった。マデロを愛していた。
ベアトリスの母親
30年くらい前「4月に生まれたアプリル」と名乗る人物との子供を身籠って姉を訪ね、ベアトリスを産んで数年して死亡した。
マデロ
ベアトリスが選んだ相棒。27才くらい。ベアトリスより3歳若い。ベアトリスを愛しており婚姻届を作っていた。同僚が気まずく思うほどベアトリスと親密で、自分よりアプリル・レスターを選ばれた時にはヤケ酒を飲んだ。
バーナード
“吸血鬼”に殺された女性に関係がある刑事。休暇中、単独で捜査している。
銀のアル
ベアトリスがアプリル・レスターを未来視したときに見えた銀色の髪の青年。『銀』の主人公。
黒のノマ
ベアトリスがアプリル・レスターを未来視したときにアプリル・レスターに見えた人物。『銀』の主要登場人物。

## 書誌情報
- 高口里純『黒 -ニグレード-』〈角川書店・あすかコミックス〉全4巻
  1. 1996年4月発売、ISBN 4-04-924586-8
  2. 1997年4月発売、ISBN 4-04-924655-4
  3. 1997年6月発売、ISBN 4-04-924696-1
  4. 1998年7月発売、ISBN 4-04-924741-0
- ［文庫版］高口里純『銀／黒』〈メディアファクトリー・MF文庫〉全4巻
  1. 2003年11月発売、ISBN 4-8401-0893-5（銀） - 解説・高口里純のインタビュー
  2. 2003年12月発売、ISBN 4-8401-1007-7（銀） - 解説・森下佳子
  3. 2003年12月発売、ISBN 4-8401-1018-2（黒 -ニグレード-） - 解説・香村郁
  4. 2004年2月発売、ISBN 4-8401-1028-X（黒 -ニグレード-） - 解説・カドタユキコ

### 書誌情報出典
- KADOKAWA『黒 -ニグレード-』
- KADOKAWA『銀／黒』